# الكنيسة الإنجيلية اللوثرية الفنلندية

شعار الكنيسة الإنجيلية اللوثرية الفنلندية

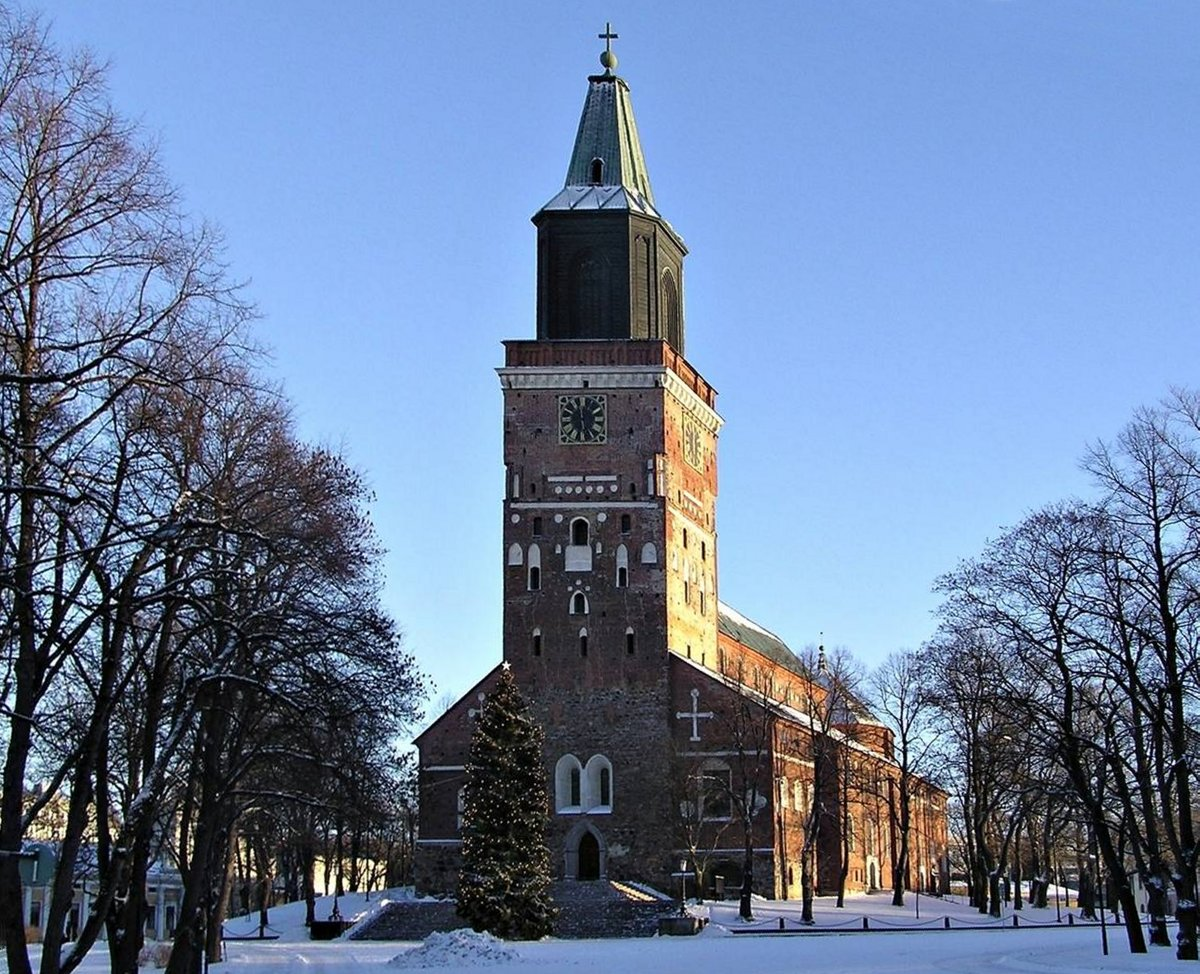
كاتدرائية توركو، تعتبر مزار فنلندا الوطني

الكنيسة الإنجيلية اللوثرية الفنلندية (بالفنلندية: Suomen evankelis-luterilainen kirkko) كنيسة فنلندا الوطنية. تتبع الكنيسة الفرع اللوثري من المسيحية، وعضو في رابطة بورفو.